# Takehiro Murozono
Takehiro Murozono  (室園 丈裕?, Murozono Takehiro) (Kanagawa, 3 agosto 1969) è un doppiatore giapponese.

## Filmografia
- Beyblade G-Revolution, Rick
- Bubblegum Crisis 2040, Kuzui
- Divergence Eve, Morozov
- Dokyusei 2, Yoshiki Nagaoka
- El-Hazard, Katsuo
- Fantasmi a scuola, Reiichiro Miyanoshita
- Full Metal Panic!, Arbalest
- Fullmetal Alchemist, Vato Falman
- Jikuu Tenshou Nazca, Takuma Dan
- Nightmare Campus, Akira Mido
- Demon Beast Resurrection, Muneto
- Macross 7, Michael
- Magical Girl Pretty Sammy, Shigeki Amano
- Sins of the Flesh, Adolpho
- Monster, Junkers
- Onmyou Taisenki, Shoukaku
- Sci-fi Harry, Padre di Catherine
- Legend of the Blue Wolves, Subordinato
- Urotsukidoji: New saga, Narratore; Dottore
- Tenchi in Tokyo, Umanosuke Tsuchida
- Tokimeki Memorial 2, Sakunoshin Mihara
- Twelve Kingdoms, Kakugo
- Digimon Savers, Duftmon
- Rave Master, Let
- Bokurano: Ours, Tamotsu Sakakibara
- Sexy Sailor Soldiers, Mostro
- You're Under Arrest, Delinquente, Erihito Akamoto, Kazu, Ufficiale, Police Executive, Yoshida, Giovane uomo, Vecchio, Dracula e Nobuyuki Sugihara

### Tokusatsu
- Tetsuwan Tantei Robotack, Kabados
- Zyuden Sentai Kyoryuger, Debo Akidamonne (ep. 33)
- Zyuden Sentai Kyoryuger Returns: Hundred Years After, Debo Akidamonne
- Kaitou Sentai Lupinranger VS Keisatsu Sentai Patranger, Dugon Manattee (ep. 40)